# Кокорештій-Каплій
Кокорештій-Каплій (рум. Cocorăștii Caplii) — село у повіті Прахова в Румунії. Входить до складу комуни Мегурень.
Село розташоване на відстані 75 км на північ від Бухареста, 25 км на північний захід від Плоєшті, 66 км на південь від Брашова.

## Населення
За даними перепису населення 2002 року у селі проживали 859 осіб, з них 857 осіб (99,8%) румунів. Рідною мовою 857 осіб (99,8%) назвали румунську.